# Regiunea de Dezvoltare Nord
Regiunea de Dezvoltare Nord (abreviat RDN) este o regiune de dezvoltare care include municipiul Bălți și 11 raioane: Briceni, Edineț, Dondușeni, Drochia, Fălești, Florești, Glodeni, Ocnița, Rîșcani, Sîngerei și Soroca, cu o suprafață de circa 10,014 km2, ceea ce reprezintă  aproximativ 32,9% din suprafața totală a Republicii Moldova. Populația regiunii este de 1.025.000 persoane (28,6 % din populația țării). Populația urbană (357.000 persoane) reprezintă aproximativ 34,8 % din totalul pe regiune. Totodată aici sunt amplasate 571 localități: 20 orașe și 551 localități rurale, din totalul de 1679 de localități ale Republicii Moldova.
Regiunea de Nord deține, după municipiul Chișinău, cea mai mare pondere la capitolele investiții în capitalul fix și vânzări cu amănuntul. Această stare de fapt se datorează în mare măsură orașului Bălți.

## Geografie
Regiunea de Dezvoltare Nord se învecinează la nord și la est cu Ucraina, la vest cu România, la Sud-Est cu Regiunea de Dezvoltare Transnistria, la sud cu Regiunea de Dezvoltare Centru. Relieful RDN în mare parte reprezintă de Câmpia Moldovei de Nord, Platoul Moldovei de Nord, Podișul Ciuluc-Soloneț și Podișul Nistrului. Altitudinile maxime sunt la Lipnic (259 m), Vâsoca (348 m) și Băxani (349 m) în partea de nord-est. Rețeaua hidrologică include Nistru, râul Prut, restul râurilor nu au o însemnătatea economică.

## Demografie

### Numărul populației
| 2011       | 2012       | 2013     | 2024     |
| ---------- | ---------- | -------- | -------- |
| ▼1 006 622 | ▼1 002 555 | ▼999 216 | ▼604 700 |

### Statistici vitale
Principalii indicatori demografici, 2013:
- Natalitatea: ▼10,365 (10.1 la 1000 locuitori)
- Mortalitatea: ▼13,114 (12.9 la 1000 locuitori)
- Spor natural: -2,749

### Structura etnică
| Grup etnic                                               | Populație (2004) | % Procentaj* |
| -------------------------------------------------------- | ---------------- | ------------ |
| Băștinași declarați Moldoveni Băștinași declarați Români | 732,145 7,982    | 75.53% 0.82% |
| Ucraineni                                                | 158,356          | 16.33%       |
| Ruși                                                     | 53,894           | 5.56%        |
| Romi                                                     | 7,417            | 0.76%        |
| Polonezi                                                 | 1,296            | 0.13%        |
| Găgăuzi                                                  | 831              | 0.08%        |
| Bulgari                                                  | 808              | 0.08%        |
| Evrei                                                    | 674              | 0.07%        |
| Alții                                                    | 5,896            | 0.61%        |
| Total                                                    | 969,299          | 100.0%       |